# Kaiwharawhara (Nouvelle-Zélande)
Kaiwharawhara, autrefois connue sous le nom de Kaiwarra, est une banlieue de bord de mer de la ville de Wellington, située dans l’Île du Nord de la Nouvelle-Zélande.

## Situation
La ville de Kaiwharawhara est localisée au nord du centre-ville de Wellington, sur la rive ouest de son port (en), là où le fleuve Kaiwharawhara atteint la mer à partir de sa source située près de la ville de Karori.

## Activité économique
C’est une zone à dominante commerciale et industrielle et qui, en conséquence, a une population résidentielle faible.

## Population
Le recensement de 2013 donnait une population de seulement 144 habitants, en augmentation de 81 personnes, ou 128,6 %, depuis le recensement de 2006. Un récent développement immobilier sur le flanc de la colline en direction de Te Kainga, aainsi participé à l'augmentation brutale de la population résidente.

## Accès
Kaiwharawhara possède quelques-unes des principales infrastructures de transport de la ville. La State Highway 1/S H 1 et la ligne principale de l'Île du Nord (en) passent à travers la ville  pour rejoindre le centre de Wellington au nord. Du fait de sa localisation sur le front de mer, Kaiwharawhara a aussi une activité de transport de passagers par bateau avec le terminal de ferry de Wellington (ferry Inter-îles (en)) situé à la limite des communes de Kaiwharawhara et de Pipitea.
La gare de kaiwharawhara (en) a été fermée en 2013, et la banlieue est maintenant desservie par des bus. Juste au nord de la station de la ligne de wairarapa (en) (comprenant la correspondance de la ligne de la Hutt Valley (en)) diverge de la North Island Main Trunk Railway.

## Étymologie et histoire
Dans la période pré-européenne, le secteur était connu sous le nom de Kaiwharawhara, ce qui en langue maorie veut dire nourriture (kai) et le fruit de l’astelia (wharawhara).
Jerningham Wakefield précisa dans les années 1840, que le ruisseau était appelé d’après le wharrawharra, et de là, le nom fut modifié en Kaiwarra. La banlieue (et la gare correspondante) furent renommées à partir de Kaiwarra en Kaiwharawhara le 9 février 1951 par le New Zealand Geographic Board.
À partir de 1890, la banlieue de Kaiwharawhara devint une partie du borough d’Onslow jusqu’à ce que le borough soit incorporé dans Wellington en 1919.

## Barrière de péage

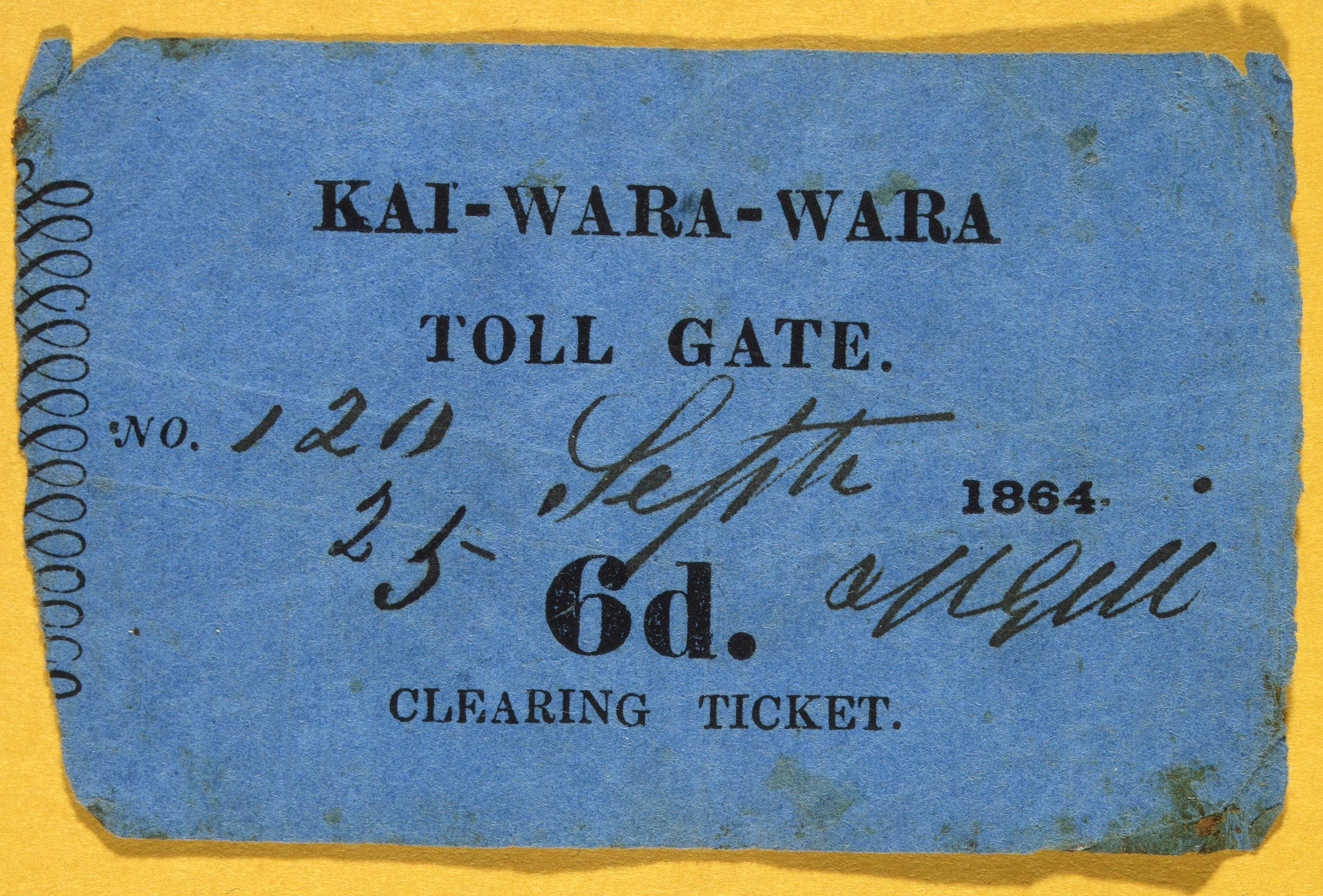

Un péage fut établi au niveau de Kaiwarra par le Hutt County Council. Il concernait tous les véhicules et le trafic entrant ou sortant de Wellington et constituait une rentrée substantielle pour la maintenance des routes. Le comté allant du détroit de Cook jusqu’à Waikanae et la chaîne de Rimutaka (en), l’argent était dépensé en remise en état des routes, ce qui donnait peu ou pas de bénéfices pour les habitants de Wellington. Le péage fut retiré quand la ville de Kaiwarra rejoignit le borough de Onslow en 1890. Le Comté de Hutt installa de nouvelles portes de péage sur la route de Hutt Road et des gorges de Ngauranga (en).

## Loisirs
En sport, la banlieue de Kaiwharawhara était auparavant représentée en football par le Waterside, un club formé par les dockers en 1921. En 1988, il a fusionné avec le Karori Swifts pour former le Waterside Karori AFC.